# Куянов В'ячеслав Сергійович
В'ячесла́в Сергі́йович Куя́нов (нар. 30 червня 1984, Курчатов, Курська область, РРФСР) — український футболіст, півзахисник.

## Клубна кар'єра
У чемпіонаті України (ДЮФЛ) виступав за команди «Кристал» (Херсон), СК «Одеса», «Торпедо-ВУФК» (Миколаїв), СДЮШОР (Миколаїв).
Більшу частину своєї кар'єри гравця провів у різних клубах першої та другої ліг українського футболу. Зокрема, в таких клубах як «Енергія» (Южноукраїнськ), «Кремінь» (Кременчук), «Арсенал» (Харків), «Нива» (Тернопіль), «Бастіон» (Чорноморськ), «Енергія» (Миколаїв).
Два сезони виступав за першоліговий казахстанський клуб «Восток» (Усть-Каменогорськ). У лютому 2016 року перебрався до складу «Буковини», однак вийшло так, що В'ячеслав наприкінці березня залишив чернівецький клуб.
У липні 2016 року перейшов до миколаївського «Суднобудівника», але до завершення сезону так не зіграв жодного матчу. З сезону 2017/18 знову заявлений за «Суднобудівник», в якому виступає під 38 номером.

## Досягнення
- Срібний призер Першої ліги Казахстану: 2015[ru]
- Бронзовий призер Другої ліги України: 2010